# Galeras (pena)

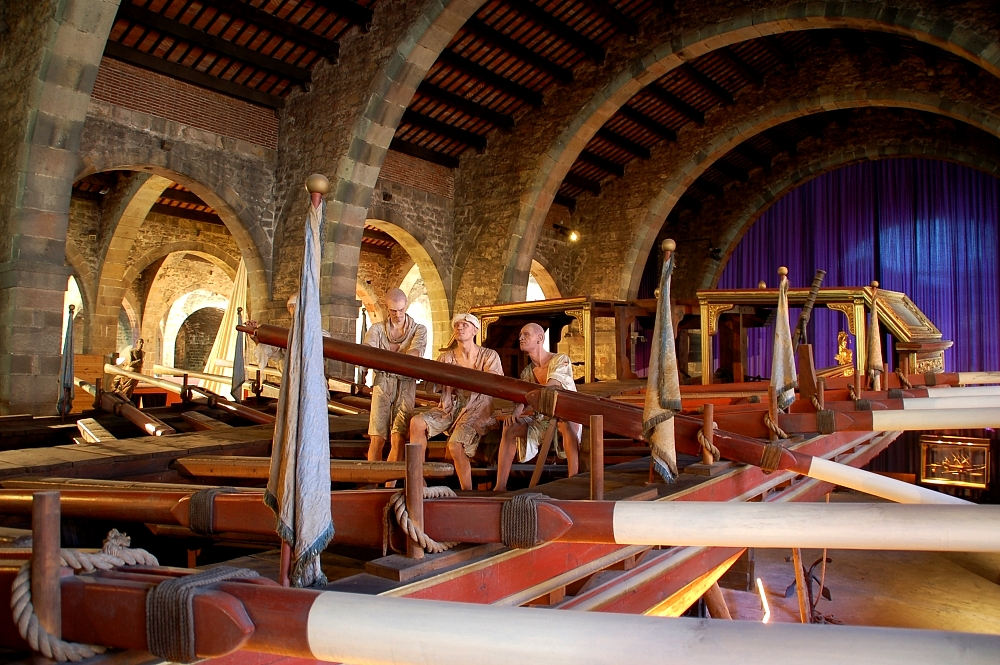
Condenados a galeras. Recreación en el Museo Marítimo de Barcelona.

Las galeras era una pena que se imponía a ciertos delincuentes y que consistía en remar en las galeras del rey. Se imponía por la comisión de delitos denigrantes o por reincidencia que no podían hacer prever la rehabilitación del condenado (según la teoría de la pena vigente). 
En la Corona de Castilla, la real cédula de 14 de noviembre de 1502 dispuso, con carácter general, la condena a galeras mediante la conmutación por parte de los jueces de otras penas corporales consideradas más graves.
En la cédula posterior de 13 de febrero de 1503 se determinó que los galeotes irían a los puertos de Cartagena o Málaga.
Basándose en la anteriores, la real cédula de 7 de marzo de 1503 dirigida a la Chancillería de Valladolid, estableció que los delincuentes que hubiesen cometido delitos que merecieran la pena de muerte o de minas fuesen llevados a las cárceles y de allí se llevasen a las galeras.
La real cédula de 14 de marzo de 1505 tuvo por finalidad dotar de suficientes galeotes a la escuadra que se estaba aprestando para la conocida Jornada de Mazalquivir. Con el fin de que hubiera suficiente dotación de remeros se optó por conmutar las penas corporales aflictivas y la de muerte, salvo que se impusiera por los delitos de lesa majestad, el pecado nefando, el de traición y el salteador de caminos, por la pena de galeras.
Dos reales provisiones de septiembre de 1529 mantuvieron la facultad otorgada a los jueces de conmutar la pena de muerte y otras corporales aflictivas por la de galeras, sin exceptuar delitos concretos, y concretando el traslado, entrega y llevanza de libros de rematados con el fin de conocer los datos de su condena, el número de forzados y fijando la obligación de su puesta en libertad al tiempo del cumplimiento.
Estas disposiciones castellanas de 1529 antecedente a la real provisión de 31 de enero de 1530, que refundió las disposiciones precedentes sobre conmutación de penas corporales aflictivas por el destino en galeras.
La legislación de la época establecía que la pena de muerte impuesta por delitos calificados, robos, salteamientos en caminos o campo, fuerzas y otros delitos semejantes a éstos o mayores o de otro tipo debían conmutarse por la de galeras por más o menos tiempo, no siendo menor de dos años, atendiendo a las circunstancias de los hechos o a la condición de la persona, pero siempre que los delitos no fuesen tan graves que fuera imprescindible la imposición de la pena de muerte (leyes 1.ª, 2.ª, 4.ª y 6.ª, tít. XK, lib XII de la Novísima Recopilación).
Galeras se denominaron también en España las cárceles específicamente destinadas a mujeres desde que a finales del siglo XVI e inicios de la centuria siguiente comenzó a sentirse la necesidad de contar por razones de moralidad con recintos carcelarios diferenciados por sexos. En Madrid consta su existencia ya en 1609 cuando la Sala de Alcaldes de Casa y Corte ordenó «que la obra que se ha de hacer en la casa de la Galera, se haga y se pague a costa de gastos de Justicia». Fue su principal teórica la madre Magdalena de San Jerónimo en el tratado que tituló Razón y forma de la galera y casa real (Valladolid, 1608), donde defendía que así como para los hombres malhechores el castigo «es el echarlos a galeras por dos o más años, según sus delitos lo merecen. Pues así haya galeras en su modo para echar a las mujeres malhechoras, donde a la medida de sus culpas sean castigadas. Por lo cual, el fin y blanco de esta obra es hacer una casa en cada ciudad y lugar, donde hubiere comodidad, con nombre de Galera, donde la justicia recoja y castigue, según sus delitos, las mujeres vagantes, ladronas, hechiceras, alcahuetas y otras semejantes».

## Condiciones de servicio
Los hombres condenados a las galeras eran denominados galeotes y como norma se asignaban cinco hombres para bogar en cada remo. La gente de remo o chusma estaba formada por condenados por sentencia judicial o esclavos turcos y berberiscos, aunque también hubo remeros voluntarios o buenas boyas que solían ser galeotes que, una vez cumplida su condena e incapaces de encontrar otro trabajo, volvían a la boga a cambio de una paga.
Desde los inicios del siglo XVI las necesidades de los monarcas españoles fueron fundamentalmente militares. Junto a las empresas de conquista y colonización, la vigilancia y defensa de las costas meridionales y del levante español ocupó un lugar destacado. En principio, las galeras se nutrieron de culpables de crímenes capitales, aunque pronto la servidumbre penal en el trabajo forzado se introdujo como forma alternativa de castigo corporal.
Las necesidades crecientes de la monarquía hicieron necesaria la existencia de un gran número de galeras y, con ellas, de una gran cantidad de bogadores. La empresa se complicaba aún más ante las dificultades de hallar remeros voluntarios a sueldo, pues el duro trabajo a realizar y su escasa remuneración disuadían incluso a los más desesperados. Junto a la función militar, las galeras desempeñaron un papel fundamental dentro de la historia penitenciaria española. Esta pena tuvo su origen en el intento de suministrar remeros forzosos para paliar la disminución de buenas boyas o remeros voluntarios. Así, el 31 de enero de 1530 se facultó a las justicias para conmutar penas corporales por la del servicio al remo y sin sueldo. Esta prioridad para procurar el armamento humano de las galeras produjo numerosos recordatorios y recomendaciones para el incremento de las condenas y el aumento de nuevas causas susceptibles para que las justicias pudieran condenar al remo. Muchas y muy variadas fueron las justicias que tuvieron en su mano los destinos de los hombres a quienes condenaron: alcaldes de Casa y Corte de Madrid, corregidores, alcaldes mayores, adelantados, jueces de rentas de tabaco, inquisidores, auditores de las mismas galeras, alcaldes del crimen de las chancillerías y demás jueces, compusieron un amplio abanico de tribunales capacitados para proporcionar mano de obra semigratuita a las galeras reales.
Entre una muestra de casi 1200 casos correspondientes a determinados años de la primera mitad del siglo XVIII, se puede apreciar el grado de incidencia de los delitos cometidos por los forzados de la escuadra de galeras del Mediterráneo. Más de la mitad de los condenados —55,4 %— lo fueron por haber atentado contra la propiedad, siguiéndoles aquellos que lo hicieron contra las personas —16,16 %—, el orden público —11,13 %— y contravenir medidas de prevención y seguridad —11,63 %—. Los restantes grupos de delitos alcanzaron valores mucho más bajos, salvo los que infringieron el fuero militar -6,95 %- y los que atentaron contra la religión y la moral —4,6 %—.
La duración de las condenas abarcaba, por regla general, de dos a diez años. La pragmática de 1530 estableció que no fueran inferiores a los dos años, ya que un forzado necesitaba al menos uno para convertirse en un buen bogador, por lo que no se consideraba práctico libertar a un hombre en el momento en que podía prestar su mejor servicio. En cuanto al límite máximo, se establecieron los diez años de condena, a pesar de que algunos jueces continuaran dictando sentencias perpetuas. La razón de este límite superior fue también utilitarista, ya que tras diez años de condena, un forzado había envejecido notablemente y había perdido su eficacia como remero, por lo que podía convertirse en un estorbo y un gasto innecesario para la Real Hacienda. Para acabar con las condenas perpetuas se dieron diferentes órdenes, la primera en un Real Despacho de 1653, donde se ordenaba que la pena de galeras de por vida se entendiera “solamente por diez años”, siempre y cuando el reo no tuviera otras condenas accesorias, lo que también ocasionó nuevas confusiones y motivó una nueva aclaración, esta vez mediante despacho de 12 de mayo de 1663, por el que se precisaba “que los forzados, además de su primera condenación, cumplan las que por nuevos delitos se le impusieren”.
Una vez el galeote llegaba a su destino, se iniciaba la rutina de siempre. En primer lugar se le hacía un reconocimiento médico a todos aquellos que alegaban estar enfermos o impedidos. Tras el reconocimiento, se les inscribía en el libro general de forzados. Precediendo al registro de todos los componentes de la remesa recién recibida, se anotaba como cabecera los datos de la collera: origen, número de forzados o esclavos que la integraban, incidencias durante el camino, así como fecha y lugar en que fueron recibidos sobre determinada galera. Ya en su asiento individual, junto al nombre se incluía su descripción física, las particularidades penales y penitenciarias, su lugar de origen, nombre del padre y edad. En el margen izquierdo, se señalaba el tiempo que debía cumplir de condena, dejándolo en blanco si no había traído testimonio de ella. A continuación se anotaban las diversas incidencias que le iban sucediendo durante su servicio al remo, tales como hospitalizaciones o recargo de condenas por diversas circunstancias. Además, tras toda esta información, se señalaba su cambio de condición a “buena boya” y su suerte final, bien fuera la fuga, la libertad o la muerte.
La distribución del trabajo en galeras no distinguió entre esclavos y forzados. Ambos se distribuyeron al remo en función de su fuerza física y no por su status. Remaron codo con codo sin distinciones en la alimentación, vestido y cuidado sanitario. A los galeotes se les afeitaba la cabeza para que fueran identificables en caso de fuga, aunque a los musulmanes se les permitía llevar un mechón de pelo, ya que según su creencia, al morir Dios les asiría del pelo para llevarlos al Paraíso. La ración diaria de alimentos suministrados a los galeotes consistía en dos platos de potaje de habas o garbanzos, medio quintal de bizcocho (pan horneado dos veces) y unos dos litros de agua. A los buenos boyas se les añadía algo de tocino y vino. Cuando se exigía un esfuerzo suplementario en la boga dura por el estado del mar o en vísperas de batalla, se daban raciones extra de legumbres, aceite, vino y agua.
En una galera corriente la chusma estaba formada por unos 250 galeotes, a los que se les sumaba la gente de cabo, dividida a su vez en gente de mar y gente de guerra. La gente de mar eran marinos encargados de gobernar la nave y artilleros encargados de manejar las piezas de a bordo, incluidos entre la gente de mar y no de guerra. Estos últimos eran soldados y arcabuceros mandados por capitanes y por nobles e hidalgos, cuya misión era el combate. Sumando galeotes, marinos e infantes, una galera alistada podía sobrepasar ampliamente los 500 hombres, "acomodados" en buques de 300 a 500 toneladas.
Una galera solía tener unos 50 metros de eslora por 6 de manga con una obra muerta de apenas metro y medio. Disponían de una sola cubierta sobre la que la pasarela de crujía, construida sobre cajones de un metro de altura, comunicaba el castillo de proa y el de popa. En el interior de este cajón se estibaban palos, velas y caballería. El cómitre y sus alguaciles recorrían continuamente la crujía, encargados de marcar el ritmo de boga con tambores y trompetas y fustigando con los rebenques a los galeotes. A ambos lados de la crujía estaban los talares, cubiertas postizas de 3 a 4 metros.
Tras la extinción de la primera etapa de la escuadra de galeras en 1748, se ordenó que los reos que hubieran sido condenados a la pena de galeras fuesen destinados a los arsenales de Ferrol, San Fernando y Cartagena, de modo que la pena de arsenales vino a sustituir a la de galeras. Por la Real cédula de 16 de febrero de 1785, se restableció la pena de galeras y de nuevo se ordenó que se destinara a su servicio a los presos que lo mereciesen, pero por Real Orden de 30 de diciembre de 1803 se dispuso que nadie fuese condenado a galeras por no hallarse éstas en estado de servir. 
El reglamento provisional de 26 de septiembre de 1835, al clasificar las penas corporales, cita en el art. 11 la de galeras, mas no por esto puede deducirse que aún entonces estuviese en vigor, sino únicamente que el objeto de dicho artículo era enumerar todas las penas corporales ya estuvieran en uso o hubieran caído en desuso.